# Makak munzala
Makak munzala (Macaca munzala) nebo makak arunáčalský je úzkonosá opice z čeledi kočkodanovití (Cercopithecidae) a rodu makak (Macaca). Druh objevil a popsal biolog Anindya Sinha s kolektivem roku 2004 a dle Mezinárodního svazu ochrany přírody (IUCN) je ohrožený.

## Výskyt
Makak munzala se vyskytuje v oblasti Arunáčalpradéš na severovýchodě Indie. Areál výskytu by mohl zasahovat i do přilehlých oblastí v Tibetu a Bhútánu, v roce 2012 však ještě výskyt na těchto územích nebyl potvrzen. Přirozenou východní hranici tvoří řeka Brahmaputra, jež zamezuje křížení s příbuznými druhy. K životu dává makak munzala přednost lesům v nadmořské výšce 2000–3500 m n. m. Den tráví na zemi i na stromech, na zem slézá v případě hledání potravy.

## Popis a chování
Makak munzala měří průměrně 82,4 cm, hmotnost se odhaduje na 15 kg, přičemž tyto údaje jsou pouze orientační, vytvořené měřením jednoho samce lapeného do pasti. Očekává se, že samice budou menší, samci mají navíc mohutnější lebku a větší špičáky; u těchto makaků je vyvinut pohlavní dimorfismus. Srst je dlouhá a hustá, má tmavohnědé zbarvení, které bývá světlejší na končetinách a horní části těla. Na žlutém čele tvoří typický vír.
Makakové munzala jsou býložraví, potravu tvoří především listy, někdy však mohou lovit drobné bezobratlé. V létě tráví hledáním potravy 29–51 % času, v zimě i více. Skupinu tvoří 5–60 opic složených z vedoucího samce, samic, dospívajících a mláďat. Jde o společenská zvířata s vyvinutou sociální hierarchií. Informace o rozmnožování jsou jen málo probádány. Délka březosti činí nejspíše 150–190 dnů a samice rodí jedno mládě. Nízký poměr mláďat k dospělcům naznačuje, že se makak munzala nerozmnožuje každoročně. Také délka života těchto opic není detailně známá, očekává se, že se dožívají 20–30 let ve volné přírodě, v zajetí 30–40 let.

## Ohrožení
Makak munzala je dle Mezinárodního svazu ochrany přírody (IUCN) ohroženým druhem. Nebezpečí představuje především zabíjení těchto opic, a to buď jako odvetné opatření kvůli škodám na úrodě, anebo pro maso. Ničení přirozeného prostředí není zatím v oblastech výskytu této opice příliš rozvinuto.
Vzhledem k tomu, že byl druh popsán teprve nedávno, nebyl zařazen do seznamu zvířat chráněných indickým zákonem o ochraně divokých zvířat z roku 1972, je již ale uveden v druhém dodatku Úmluvy o mezinárodním obchodu s ohroženými druhy volně žijících živočichů a rostlin (CITES). Není známo, zda se opice vyskytuje v některých chráněných oblastech, možný je nepotvrzený výskyt v Národním parku Mouling.